# آری ویراتاوورن
آری ویراتاوورن (انگلیسی: Aree Wiratthaworn؛ زادهٔ ۲۶ فوریهٔ ۱۹۸۰) وزنه‌بردار و نظامی اهل تایلند است.